# Tamsweg (gemeente)
Tamsweg is een gemeente in de Oostenrijkse deelstaat Salzburger Land, en maakt deel uit van het district Tamsweg.
Tamsweg telt 5830 inwoners.
Göriach ·
Lessach ·
Mariapfarr ·
Mauterndorf ·
Muhr ·
Ramingstein ·
St. Andrä ·
St. Margarethen ·
St. Michael ·
Tamsweg ·
Thomatal ·
Tweng ·
Unternberg ·
Weißpriach ·
Zederhaus
- Gemeinsame Normdatei: 4243257-1
- MusicBrainz: f283b7b1-0dd5-4fa8-b53f-94f426b691aa
- Virtual International Authority File: 239540183
- WorldCat: E39PBJfRyBKrYrPp499dwx8wG3